# جاك روبرتس (لاعب كرة قدم)
جاك روبرتس هو لاعب كرة قدم كندي، ولد في 1930 في تورونتو في كندا، وتوفي في 14 أبريل 2013. لعب مع تورونتو أرغونتس.

## وصلات خارجية
- جاك روبرتس على موقع JustSportsStats.com (الإنجليزية)
- جاك روبرتس على موقع قاعدة بيانات كرة القدم.إي يو (الإنجليزية)
- جاك روبرتس على موقع قاعدة بيانات كرة القدم.إي يو (الإنجليزية)